# بروسيت (معدن)
البروسيت هو معدن أكسيدي للمغنيسيوم له الصيغة Mg(OH)2 (هيدروكسيد المغنيسيوم)، وغالباً ما يرافق معادن أخرى مثل الدولوميت والكالسيت والأراغونيت والدولوميت والمغنيسيت والأرتينيت والكريسوليت.
تتبع بلورات هذا المعدن النظام البلوري الثلاثي متساوي الأحرف.
اكتشف هذا المعدن أول مرة سنة 1824 في ولاية نيوجيرسي الأمريكية؛ ثم وصفه فرانسوا سولبيس بودان François Sulpice Beudant وأطلق عليه عذا الاسم نسبة إلى الجيولوجي الأمريكي أرشيبالد بروس Archibald Bruce.